# Mercantile Credit Centenary Trophy
Mercantile Credit Centenary Trophy var en engelsk fotbollsturnering som spelades hösten 1988 som en del i The Football Leagues 100-årsjubileum.
I oktober 1988 spelades Mercantile Credit Centenary Trophy mellan de åtta lag som placerat sig bäst i Football League div 1 föregående säsong. Arsenal vann över Manchester United med 2-1 i finalen. Alla jubileets arrangemang sponsrades av Mercantile Credit.
Turneringen spelades som en utslagsturnering mellan de åtta bästa lagen i Football League First Division föregående säsong. Finalen kom att spelas mellan Arsenal och Manchester United på Villa Park den 9 oktober 1988. Arsenal vann finalen med 2–1 efter mål av Paul Davis och Michael Thomas medan Clayton Blackmore gjorde Manchester Uniteds mål.
Det var den andra tävlingen i 100-årsjubileet av The Football League. Den första var Football League Centenary Tournament som spelades mellan 16 klubbar på Wembley Stadium i april 1988.

## Tävlingen
Kvalificerade lag
Arsenal, Everton, Liverpool, Manchester United, Newcastle United, Nottingham Forest, Queens Park Rangers, Wimbledon
Kvartsfinaler
Liverpool 4 Nottingham Forest 1 (Åskådare: 20,141)
Manchester United 1 Everton 0 (16,439)
Newcastle United 1 Wimbledon 0 (17,141)
Queens Park Rangers 0 Arsenal 2 (10,019)
Semifinaler 
Arsenal 2 Liverpool 1 (29,135)
Manchester United 2 Newcastle United 0 (14,968)
Final
Arsenal 2 Manchester United 1 (22,182 spelades på Villa Park)